# Hudodelci
Kratki zaporniški roman Hudodelci (1981) Marjana Rožanca je prvoosebna pripoved o življenju političnega jetnika. 

## Vsebina
Tržačan Peter Berdon pripoveduje zgodbo svojega življenja. Po vojni je verjel v novi družbeni sistem, dokler ga v Parizu prijateljica Fabienne ne opozori na korupcijo in nagovori za upor. Po vrnitvi v domovino še z dvema mladoletnima somišljenikoma, Ivanom in Štefko, zaide v kriminal. Ob ropu, ki ga izvede trojka, sta ubita dva miličnika, umreta pa tudi Štefka in Ivan. Peter poišče Fabienne, dogovorita se za srečanje v Beogradu, vendar ga na vlaku aretirajo in zaprejo. Obtožijo ga druženja z italijanskimi komunisti, kar je bilo v času informbiroja kaznivo, izdaje države ter delovanja proti narodu, umora pa ne omenja nihče. Junak ima sicer na vesti umor, rope, tatvine in ilegalni prehod meje, političnih napak pa noče priznati, saj ve, da jih ni zagrešil. V zaporu je lačen in osamljen, sojetnik ga želi celo spolno zlorabiti. Peter nima svojcev, ki bi mu pošiljali pakete z osnovnimi potrebščinami in dodatno hrano. To mu bivanje v zaporu še bolj oteži. Ko sojetniki izvedo, da je Peter obtožen sodelovanja z italijanskimi komunisti in stalinizma, se spravijo nanj. Pri neusmiljenem mučenju se zlomi in prizna vpletenost v umor dveh miličnikov, vendar to oblasti ne zanima. Že od vsega začetka razmišlja o begu iz zapora in ga nazadnje tudi izvede, saj ne vidi druge rešitve. Pretep sojetnikov in nepozornost paznikov izkoristi za beg. Uspe mu prečkati zaporniško dvorišče in skozi koruzna polja se prebije do kmetije, kjer si poišče nova oblačila in vzame pištolo. Vrnil se bo tja, kjer se je vse začelo, k ljubici Fabienne, ki mu s svojo telesnostjo vzbuja poželenje.

## Kritike
"Roman Hudodelci je tako impresija o nekem načinu življenja, o človeku, ki živi svoj dan, ne da bi se veliko spraševal o svojih dejanjih. Važna mu je samo ena človeška eksistenca – lastna – in tej je vse podrejeno. Skozi vse delo izstopa skrajni individualizem glavnega junaka, ki se s tem uvršča v današnji, človeku odtujeni čas kot sicer njegov skrajno negativni primerek, a je hkrati tudi tak, da je prepoznaven." (Grandovec 1981: 5)
"In prav v tej zapisovalski, že skoraj dokumentarni objektivnosti, v želji po beleženju in ne razsojanju nekega časa in življenja, v ugotavljanju in ne obračunavanju s svetom in zgodovino je posebnost te knjige v primerjavi z večino ostalih obravnavanj take in sorodne tematike. Rožanc se, kot lahko z veseljem ugotovimo, ni zapletel v maščevalen pamflet, temveč je v središče svojega zanimanja postavil človeka kot fizično bitje; ideologija pri Petru Berdonu še lahko počaka." (Blatnik 1981: 7)
"In zgodba sama bi bila lahko samo navaden reportažni zapis o življenju v zaporu (tako preprosta se zdi). Toda uvaja jo avtorjeva pripomba, da te knjige ne bi napisal, če se mu še po petindvajsetih letih ne bi v sanjah vračali ječa in njen komandir. In potemtakem se lahko vprašamo, ali je bil roman napisan kot terapija za zdravljenje jetniških travm. " (Simčič 1981: 15)
"… Vsi ti odstavki, ki so v Rožančevem pripovedovanju – na srečo – v večini, so sestavljeni brez svete (slepe) jeze, prosti slehernega moralističnega manihejstva: četudi prav nič ne »skrivajo« svojega osebnega »vira« ter v ničemer ne prizanašajo ne sebi ne svojim bralcem, čeprav so tako rekoč po pričevanjsko (avtobiografsko) nazorni in stvarni, ni v njih nobenega obtoževanja in omalovaževanja, nikakršnega deklarativnega poravnavanja minulih računov in krivic – pač pa zgolj »poročilo« o usodi in svetu. – Manj se zdi posrečen fabulativni okvir, v katerega so ti odstavki postavljeni: zgodba o ubitih miličnikih in Berdonovem mednarodnem avanturizmu (in erotizmu) zmore spričo pričevanjske izostrenosti osrednjih predelov Rožančeve knjige učinkovati le kot pisateljski trik; tudi spričo svoje nedorečenosti in naglice, s katero je nastavljena in s katero se razplete. – Navzlic temu pomisleku prinašajo Hudodelci več kot razburljivo branje; s svojo notranjo čistostjo delujejo karizmatično tudi v smislu zgodovinskega spomina." (Inkret 1981: 11)
"Hudodelci so v tem smislu nedramatični, saj ne vzpostavijo napetih ideoloških antigonizmov, ki bi jih s svojo zgodbo najbrž morali ... Rožančeva proza zdaj hodi po robu našega sveta: zdaj je proza, zdaj spomin, zdaj jo pripoveduje prozni pripovedovalec, zdaj njegov avtor." (Zorn 1981: 518)